# Симоненко, Андрей Иванович
Андрей Иванович Симоненко — советский хозяйственный, государственный и политический деятель, Герой Социалистического Труда.

## Биография
Родился в 1904 году в селе Величаевское. Член КПСС.
С 1916 года — на хозяйственной, общественной и политической работе. В 1916—1974 гг. — подпасок, батрак, чабан сельскохозяйственной артели «Овцевод», чабан совхоза № 2 «Тургсад» Левокумского района, чабан совхоза «Арзгирский» Арзгирского района Орджонидзевского края, уполномоченный ЦК профсоюза, заместитель директора совхоза «Арзгирский», участник Великой Отечественной войны, лабораторист 205-го отдельного гвардейского дивизиона реактивных миномётов «Катюша» в составе 8-го механизированного Александрийского корпуса, старший чабан совхоза «Арзгирский» Арзгирского района Ставропольского края.
Указом Президиума Верховного Совета СССР от 22 марта 1966 года присвоено звание Героя Социалистического Труда с вручением ордена Ленина и золотой медали «Серп и Молот».
Делегат XXI съезда КПСС.
Умер в посёлке Чограйский в 1974 году.